# Метельский, Николай Николаевич (математик)
Николай Николаевич Метельский (род. 12 июня 1947, Раков, Молодечненская область) — советский и белорусский математик, доктор физико-математических наук, профессор (1992).

## Биография
Родился 12 июня 1947 года в Ракове (ныне — Минской области); сын Николая Владимировича Метельского (1919—1997), доктора педагогических наук.
Окончил Белорусский государственный университет (1970).
С 1970 года работает в Институте математики АН БССР (НАН Белоруссии). Профессор (1992).
Диссертации:
- Об экстремальных значениях функционалов на множествах подстановок [Текст] : Автореф. дис. … канд. физ.-мат. наук. (01.01.09) / АН БССР. Отд-ние физ.-мат. наук. — Минск : [б. и.], 1973. — 21 с.
- Комбинаторно-геометрические методы размещения для систем взаимосвязанных объектов : дис. … д-ра физ.-мат. наук : 05.13.16 / АН Украины. ин-т кибер. им. В. М. Глушкова. — Минск, 1991. — 292 с.

Публикации:
- Размешение изотетических блоков, оптимальных по оболочечным критериям (раэам з В. С. Крыкуном) // Докл. AH СССР. — 1991. — Т. 317, № 2.
- Частичная выпуклость (разам з В. М. Мартынчыкам) // Мат. заметки. — 1996. — Т. 60, Вып. 3.
- Основные классы обобщенной выпуклости для изотетических областей / Н. Н. Метельский, В. Н. Мартынчик. — Минск : ИМ, 1991. — 60 с. — (Препринт. АН Беларуси, Ин-т математики; № 14 (464)).
- Изотетические оболочки ограниченного ранга, типа и рода / Н. Н. Метельский, В. С. Крикун. — Минск : ИМ, 1990. — 27,[1] с. — (Препр. АН БССР, Ин-т математики; № 10 (410)).
- Метод иерархического размещения изотетических блоков / Н. Н. Метельский, В. С. Крикун. — Минск : ИМ, 1990. — 55 с. — (Препр. АН БССР, Ин-т математики; № 27 (427)).